# Yume ni Mukatte / Hello ! Ivy
"Yume ni Mukatte / Hello! Ivy" (夢に向かって／Hello！IVY, lit. "Rumo ao Sonho / Olá ! Ivy") (estilizado como "Yume ni Mukatte / Hello! IVY") é o single de estreia lançado pelo grupo idol Japonês Sakura Gakuin. Ele foi lançado no Japão dia 8 de dezembro de 2010.

## Antecedentes
A canção "Yume ni Mukatte" foi estreada ao vivo na apresentação do grupo no festival TOKYO IDOL FESTIVAL 2010, em agosto de 2010, para um público de aproximadamente 2,000 pessoas.

## Faixas
| N.º | Título                                                         | Letras      | Música          | Arranjo         | Duração |  |
| 1.  | "Yume ni Mukatte" (夢に向かって; Rumo ao Sonho)                | Mori Yuriko | Ryo             | Ryo             | 4:18    |  |
| 2.  | "Hello ! Ivy" (Hello ! IVY)                                    | Toshio-chan | Sakabe Tsuyoshi | Sakabe Tsuyoshi | 3:34    |  |
| 3.  | "School days"                                                  | Mori Yuriko | Sakabe Tsuyoshi | Sakabe Tsuyoshi | 4:16    |  |
| 4.  | "Yume ni Mukatte (Instrumental)" (夢に向かって; Rumo ao Sonho) |             |                 |                 | 4:18    |  |
| 5.  | "Hello ! Ivy (Instrumental)" (Hello ! IVY)                     |             |                 |                 | 3:34    |  |
| 6.  | "School days (Instrumental)"                                   |             |                 |                 | 4:15    |  |

## Desempenho nas paradas musicais
| Tabela                              | Melhor posição |
| ----------------------------------- | -------------- |
| Japão (Oricon Weekly Singles Chart) | 35             |